# Le Renard jaune
Pour plus de détails, voir Fiche technique et Distribution.
Le Renard jaune est un film policier français réalisé par Jean-Pierre Mocky, sorti le 26 juin 2013.
Le film est une adaptation du roman de David Alexander Aux Rendez-vous des tordus  (The Madhouse in Washington Square (1958)), paru en 1959 en France et dont l'histoire est un « roman d'énigme » à la Agatha Christie.

## Synopsis
Charles Senac, auteur d'un unique roman mais couronné du Prix Goncourt, se fait détester par les habitués du bar-restaurant « le Renard jaune » qu'il insulte régulièrement. Un matin, il est retrouvé mort chez lui. Pour l'inspecteur Giraud, il est clair que le coupable se trouve parmi les clients du « Renard jaune ».

## Fiche technique
- Titre : Le Renard jaune
- Réalisateur : Jean-Pierre Mocky
- Scénario : Jean-Pierre Mocky d'après un roman de David Alexander
- 1er assistant réalisateur : Antoine Delelis
- Régisseur général : Laurent Biras
- Chef opérateur : Jean-Paul Sergent
- Assistant opérateur : Jérémy Geffard
- Chef électricien : Pascal Rose
- Chef machiniste : Éric Lesage
- Ingénieur du son : Francis Bonfanti
- Perchman : Jean-Christophe Rat-Patron
- Maquilleuse : Delphine Birarelli
- Musique : Vladimir Cosma
- Scripte : Léa Hibert
- Sociétés de production : Panoceanic films, Mocky Delicious products
- Dates de sortie : 23 janvier 2013 (avant-première au cinéma Le Palace de Saumur) ; 26 juin 2013 (sortie nationale)
- Date de sortie DVD : 4 décembre 2013

## Distribution
- Richard Bohringer : Charles Senac, l'écrivain
- Michael Lonsdale : Jean Virno, le serveur
- Philippe Chevallier : Polo, le serveur
- Claude Brasseur : le commandant
- Dominique Lavanant : Valérie
- Béatrice Dalle : Brigitte
- Frédéric Diefenthal : François Poulin
- Antoine Duléry : Léo, le patron du café-restaurant
- Jean-François Stévenin : l'inspecteur Giraud
- Robinson Stévenin : Phil
- Françoise Bertin : la dame de la morgue
- Patricia Barzyk : l'épouse de Poulin
- Alain Bouzigues : Roger, le journaliste
- Jean Abeillé : Jacques
- Christophe Bier : l'éditeur
- François Viette : le fils de Léo
- Marie-Caroline Le Garrec : Alexia.
- Lionel Laget : l'employé de la morgue
- Laurent Biras : Ami de Polo

## Autour du film
- Le tournage a eu lieu du 30 juin au 7 juillet 2012 aux studios SFP.
- Michael Lonsdale retrouve Mocky pour la neuvième fois et près de dix ans après leur dernière collaboration dans Le Furet.
- Jean-Pierre Mocky avait prévu de tourner ce film en 1967 avec :
  - Maurice Chevalier : le cafetier-restaurateur
  - Bourvil :
  - Francis Blanche :
  - Simone Signoret : Brigitte

## Accueil critique
- Jean-Baptiste Morain, Les Inrockuptibles : « Sur ce canevas, Mocky brode un petit récit moral anar comme il en a le secret, où chaque acteur peut jouer sa partition à sa guise. (...) Le film de Mocky se termine sur une note nihiliste, désespérée, mais aussi romantique (les jeunes amoureux ont été épargnés) qui laisse un petit goût amer et triste dans la bouche. »[2]

- Olivier Delcroix, Le Figaro : « On sera toujours plein d'égards et de tendresse pour Jean-Pierre Mocky. Cinéaste compulsif, foutraque, provocateur, injustement mal-aimé. (...) À 79 ans, le réalisateur signe un énième polar tourné en une semaine, à la va-comme-je-te-pousse dans le quartier de Montmartre. Avec une belle brochette d'acteurs. (...) Tout ça sent gentiment la naphtaline. Mais Mocky fait encore de l'effet. »[3]

- Virgile Dumez, avoir-alire.com : « En livrant un film policier au ton désabusé, Mocky signe son meilleur film depuis une bonne quinzaine d’années. Et puis, ses tics font également le charme de son cinéma. (...) Avec Le renard jaune, l’auteur se livre donc au jeu du whodunit à la sauce Agatha Christie, sans pour autant aseptiser son style inimitable. »[4]

- Marie-Elisabeth Rouchy, Le Nouvel Observateur : « Un « Mocky » pur sucre qui, sous prétexte d’une intrigue policière assez minimaliste nous embarque dans le monde désenchanté des habitués d’un bistrot montmartrois. (...) Mocky convoque les codes de l’expressionnisme allemand et fait passer, l’air d’en rire et en bâclant un peu l’affaire, une mélancolie à vous laisser au fond du trou. »[5]

- Emmanuel Cirrode, Studio Ciné Live : « Les films de Jean-Pierre Mocky ne peuvent se mesurer qu'à l'aune de l'œuvre de son réalisateur, exception culturelle à lui tout seul, et en dehors de tout circuit. (...) Une distribution de dingue et une facture où la photo, digne d'un feuilleton allemand, laisse pointer une mélancolie soulignée par la musique de Cosma. Un excellent cru »[6].

- Eric Libiot, L'Express : « Un huis clos au bistrot qui devient pénible à force de bavardages inutiles, d'acteurs en roue libre, et de mise en scène de tapisserie. Le truc tient un quart d'heure à tout casser. »[7]

- Sandrine Marques, Le Monde : « un whodunit facétieux comme un jeu de Cluedo mais acide comme la rancune. Réunissant de nouveau une galerie de personnages autour d'un meurtre, il brosse un portrait de groupe caustique. Mais l'entreprise de destruction qui résume le film jusque dans son final "explosif" est mise à mal par un dispositif théâtral que renforcent des décors de studio. Servi par des dialogues d'un autre temps, le film a des allures de théâtre filmé. »[8]